# Поллок, Джейми (1974)
Джейми Поллок (англ. Jamie Pollock, 16 марта 1974 года, Стоктон-он-Тис) — английский футболист и тренер. Выступал на позиции опорного полузащитника. Сыграл более ста матчей в чемпионате Англии за «Мидлсбро».

## Карьера
Профессиональную карьеру начал в составе Мидлсбро в 1990 году. В 1996 году перешёл в Осасуну, но закрепиться в составе испанского клуба не смог, сыграв всего в двух играх чемпионата. Затем вернулся в Англию, подписав контракт с «Болтон Уондерерс».
C 1998 по 2000 год играл за «Манчестер Сити». В конце сезона 1998/99 в матче с «Куинз Парк Рейнджерс» забил мяч в свои ворота, после чего «Сити» впервые в своей истории вылетел в третий по рангу дивизион английского футбола. Этот автогол вошёл в число одиннадцати самых запоминающихся по версии ESPN.
С 2000 по 2002 год играл за «Кристал Пэлас» и «Бирмингем Сити». 1 марта 2002 года объявил о завершении профессиональной карьеры. После этого тренировался с «Гримсби Таун», но играл только на любительском уровне.
С 2003 по 2007 год возглавлял любительские команды из Спеннимора. Затем занимался бизнесом, был совладельцем стекольной компании. В 2013 году открыл футбольную школу.